# Cash – Die unaufhaltsame Karriere des Gefreiten Arsch
Cash – Die unaufhaltsame Karriere des Gefreiten Arsch ist eine US-amerikanische Filmkomödie aus dem Jahre 1975 von Ted Post mit Elliott Gould und Jennifer O’Neill in den Hauptrollen.

## Handlung
Dudley Frapper hat eine beachtliche Karriere als Versuchskaninchen des US-Militärs hinter sich. Auf dem Duggam Proving Ground des Army Chemical Corps hat er sich schon so manchen Chemietests unterziehen müssen. Nun probiert Dudley an sich ein neues Gas namens GZS-2 aus, das den wenig Hoffnung machenden Beinamen "der rote Tod" trägt. In der Wüste ausgesetzt, besprüht ihn ein tieffliegendes Flugzeug mit eben jener Substanz. Doch Dudley ist durch all die Versuche der vergangenen Jahre derart abgehärtet, sodass er zwar stolpert und würgt, aber den Angriff ansonsten scheinbar unbeschadet übersteht. Dr. Gopian, der sich einen Film vom Experiment ansieht, erzählt Frappers Vorgesetztem Col. Lockyer, dass Dudleys wachsende Immunität gegenüber Gasen ihn zu einem unzuverlässigen Testobjekt gemacht habe. Von der hübschen brünetten Krankenschwester der Militärbasis, Lt. Scottie Hallam, wird Frapper im Militärhospital wieder aufgepäppelt, leidet Dudley nun an Würgereiz und schweren Blähungen, als er dem Colonel und Dr. Gopian seine Symptome beschreibt. Trotz seiner Impotenz, eine der hässlichen Nebenwirkungen der Versuche, behauptet Dudley, dass er diesmal eine Erektion während des Gasangriffs bekommen hätte. Obwohl Scottie verlangt, dass Dudley für ein paar Wochen in Ruhe gelassen wird, beordert Col. Lockyer ihn in ein Labor, um ein neues Nervengas zu testen. An seiner Seite befindet sich diesmal ein Zivilist: Chops Mulligan ist ein wegen bewaffneten Raubes verurteilter Verbrecher, der sich freiwillig für das Experiment gemeldet hat, um seine Haftzeit zu verkürzen. Dieser Versuchsaufbau löst bei beiden Männern Krämpfe aus, und sie verlieren ihre Fähigkeit, sich präzise zu artikulieren. Lockyer wirft Dudley anschließend wegen geistiger Instabilität aus dem Programm. Das Versuchskaninchen erhält von der Armee nur eine armselige Geldsumme aufgrund seiner nunmehrigen Invalidität.
Dudley findet das alles sehr ungerecht und ist stocksauer. Er kann weder Essen schmecken noch Sex haben, seine Haare fallen ihm aus und werden an anderen Stellen weiß, und er leidet an einer Reihe von Muskelkrämpfen. Scottie versichert ihm, dass sie ihm helfen werde, in das zivile Leben zurückzukehren. Dudley nimmt eine Reihe von Jobs an wie Lebensmittel einpacken und Schuhe verkaufen, aber seine Hustenanfälle und hektischen Zuckungen, allesamt Folge der Militärversuche, verhindern einen vernünftigen beruflichen Neubeginn. Während eines Besuchs bei Dudley bringt Scottie einen Kanister Lachgas mit, um seine sexuellen Restfähigkeiten zu stimulieren, mit eher geringem Erfolg. Als Dudley später in eine Bar geht, trifft er Chops neben ihm sitzen. Der Ganove plant, den Barkeeper nach Dienstschluss auszurauben. Der Diebstahl geht schief, da der Barkeeper Chops überwältigt, aber Dudley stellt den Bartmann mit Lachgas kalt. Chops öffnet die Kasse und teilt das Geld mit Dudley. Später, bei einem Restaurantbesuch, staunt Chops darüber, wie das Gas wirkt und damit den Einsatz von Schusswaffen oder anderweitiger Gewalt fortan überflüssig machen könnte. Er überzeugt Dudley, dass er, seit die Armee ihn missbraucht hat, das Recht habe, bei seinen zukünftigen medizinischen Untersuchungen in Duggam mehr Gas zu entwenden. Detective Sgt. Poultry vom Police Department in Salt Lake City, Utah befragt derweil den von Chops überfallenen Barkeeper, der sich nur daran erinnert, dass er während des Raubes gelacht und immer wieder ein zischendes Geräusch gehört habe.
Dudley kehrt noch einmal auf den Militärstützpunkt Duggam zurück, stiehlt mehrere "R Gas"-Kanister und schmuggelt sie in seinem Transporter aus der Basis. Mit Gasmasken rauben er und Chops ein Restaurant aus, ohne dass den beiden irgendein Widerstand entgegengebracht wird. Als Poultry anschließend die Kellner und Gäste befragt, erinnern sie sich nur daran, dass sie glasäugige Monster mit "Metallschnauzen" gesehen hätten. Der Polizist vermutet einen Gasangriff und geht nach Duggam, um Oberst Lockyer zu befragen. Unterdessen „beehren“ Dudley und Chops zwei Banken in einer abgelegenen Stadt namens Tooele. Auf einem kleinen Flughafen werben sie "Dusty" an, den schwarzen Piloten eines Sprühflugzeugs. Sie überzeugen ihn, dass die Stadtverwaltung ihnen den Auftrag gegeben habe, die Stadt mit Insektiziden zu besprühen. Dudley kehrt zur Basis zurück, um weitere Lachgas-Kanister zu stehlen. Am Tag des Raubüberfalls zünden Dudley und Chops Rauchbomben auf Tooeles beiden Straßen und betreten dann mit Gasmasken die Stadt, während Dusty das Gas aus dem Flugzeug auf die Stadt herabsprüht. Dicker gelber Rauch zieht durch die Straßen, und Sgt. Poultry ruft Col. Lockyer an, um den Angriff zu melden. Der wiederum setzt seine eigenen Leute und Krankenschwester Scottie in Gang. Alle machen sich in Richtung Tooele auf.
Währenddessen rauben Dudley und Chops die beiden Banken des kleinen Orts aus. Dann fliehen sie mit Dudleys Lieferwagen, verfolgt von den anrückenden Militärs, die die beiden Räuber in einem Canyon stellen und mit Lachgas-Mörsern beschießen. Derweil landet Dusty seinen Doppeldecker in der Nähe, und Dudley weist ihn an, sein Schwanzruder zu schwenken und das auf sie zuwabernde Gas zu den Verfolgern zurückzuwedeln. Dudley wirft die Beute in den Flieger, und er und Chops springen auf die Flügel. Dusty startet seine Maschine, um aus dem Canyon zu fliegen. Dudley, von der Gaswolke benebelt, spürt plötzlich seine sexuelle Kraft zurückkehren. Er springt vom Flügel und rennt zu Scottie, die sich bei ihrer medizinischen Einheit aufhält. Nun können beide in einem ärztlichen Notfallwagen endlich Liebe machen, natürlich mit Gasmasken vor dem Gesicht. Scottie verspricht Dudley, der sich nach Mexiko absetzen will, so bald wie möglich nachzukommen. Seine Flucht gelingt, denn der vom Gas benebelte Colonel Lockyer torkelt ziellos umher, nicht imstande, Dudley aufzuhalten.

## Produktionsnotizen
Cash – Die unaufhaltsame Karriere des Gefreiten Arsch wurde ab dem 26. August 1974 in Salt Lake City, Los Angeles sowie Dugway, Stockton und Tooele (alles Utah) und gedreht und am 14. Oktober 1975 uraufgeführt. In Deutschland lief der Film erst am 13. Januar 1978 an.
C. O. Erickson übernahm die Produktionsleitung. Fernando Carrere gestaltete die Filmbauten, Bob Signorelli sorgte für die Ausstattung.
Der Produzent des Films, George Barrie, erhielt für seinen Liedbeitrag (Now That We’re in Love) gemeinsam mit Texter Sammy Cahn eine Oscar-Nominierung in der Kategorie Bester Filmsong.

## Wissenswertes
Der Handlungsort Tooele wurde von den Machern des Films mit Bedacht gewählt. In dem Tooele Army Depot lagern die US-Militärs einen beträchtlichen Teil ihrer Chemiewaffen.

## Kritiken
Der Rezensent der Los Angeles Times befand, der Film sei „so lustig wie ein Brand im Altenheim“.
Halliwell‘s Film Guide meinte, hier handele es sich um eine „den Bogen überspannende Komödie mit vagen Anti-Kriegs- und Anti-Umweltverschmutzung“-Botschaften.
Für den Movie & Video Guide war dieser Film ein „weiterer trauriger Versuch den Wahnsinn von M*A*S*H zurückzuerobern.“
Das Lexikon des Internationalen Films befand: „Mißglückter Versuch einer Satire auf das Militär, wegen des ungenügend entwickelten Drehbuchs weitgehend platt und klamottenhaft ausgefallen.“